# Gavin Peacock
Gavin Peacock (nacido el 18 de noviembre de 1967) es un exfutbolista profesional inglés que jugó como mediocampista y delantero desde el año de 1984 hasta 2002, jugando notablemente en la Liga Premier de Inglaterra para los equipos de Newcastle United y Chelsea. También jugó para los siguientes equipos: Queens Park Rangers, Gilingham, Bournemouth y Charlton Athletic. 

## Juventud
Peacock viene de una familia futbolera,  su padre Keith jugó para Charlon. Aunque él siguiese al Charlton Athletic cuando niño, mantuvo un leve apoyo hacia el Newcastle. Durante su juventud obtuvo playeras del Newcastle. Él regularmente visitaba South Shields en las vacaciones con su familia. Vivió en Crayford y fue a la Bexley Grammar School cuando era niño.

## Carrera
Empezó su carrera en QPR, haciendo 17 apariciones en la primera división y anotando una vez antes de ser trasladado a tercera división con el Gillingham en 1987.